# Обыкновенная украшенная змея
Обыкновенная украшенная змея (лат. Chrysopelea ornata) — вид слабоядовитых змей из семейства ужеобразных.
Общая длина достигает от 100 до 130 см. Голова сжатая с боков, чётко отграничена от туловища. Туловище стройное, тонкое, хвост довольно длинный. Отличается от близкого вида Chrysopelea paradisi большими размерами и килеватой чешуёй на спине и по бокам. Окраска зелёная, но края спинной чешуи и кожа между ними чёрные. Брюхо и губные щитки светло-жёлтые. На голове присутствует рисунок из чёрных и светлых полос и пятен. Иногда полоски жёлтые или оранжевые.
Любит различные биотопы, часто встречается вблизи поселений человека, в садах, на опушках первичных и вторичных тропических лесов. Активна днём. Питается ящерицами, лягушками, а иногда и мелкими млекопитающими.
Способна к планирующему полёту. Обыкновенная украшенная змея и летучий дракон (Draco volans) являются наглядным примером параллельной эволюции, когда добыча начала летать, охотник также научился полёту.
Яйцекладущая змея. Самка откладывает от 6 до 12 яиц. Инкубационный период длится 3 месяца. Детёныши вылупляются длиной от 11 до 15 см. 
Вид распространён в Китае, Индии, на острове Шри-Ланка, в Мьянме, Таиланде, западной Малайзии, Лаосе, Камбодже, Вьетнаме, Индонезии и на Филиппинах.